# Алексидзе, Заза Николаевич
За́за Никола́евич Алекси́дзе (груз. ზაზა ნიკოლოზის ძე ალექსიძე; 3 августа 1935, Телави — 24 января 2023) — грузинский историк, арменолог, лингвист.

## Биография
Изучал историю и филологию раннего средневековья на Кавказе в Тбилисском университете.
Профессор Тбилисского университета, возглавляет отдел армянских исследований. Член-корреспондент Академии наук Грузии, академик-секретарь отделения языка и литературы Академии наук Грузии. В 1989—2006 годы — директор Института рукописей АН Грузии. Профессор Тбилисской духовной академии.

### Семья
Отец — Николай, выпускник Тбилисского университета, доктор наук, специалист по защите растений. Мать — Евгения, пианистка.
Братья:
- Тенгиз — геолог,
- Гурам — профессор, академик Сельскохозяйственной академии Грузии[1].

## Научная деятельность
В 1969 г. защитил кандидатскую, в 1994 г. — докторскую диссертации.
Руководитель многолетних работ по поиску и расшифровке памятников агванского письма. В 1990-е годы идентифицировал язык нижнего слоя двух палимпсестов, обнаруженных в 1975 году в Синайском монастыре, как кавказско-албанский.

### Избранные труды
- Алексидзе З. Обнаружена письменность кавказской Албании / A Breakthrough in the Script of Caucasian Albany.
- Алексидзе З. Предварительное сообщение об идентификации и дешифровке албанского текста, обнаруженного на Синайской горе.
- Алексидзе З. Что может рассказать об истории церкви Кавказской Албании обнаруженный на Синайской горе грузино-албанский палимпсест // The history of Caucasus : The scientific-public Almanac. — № 2. — P. 15-26.